# Catman (comics)
Catman est un personnage de fiction appartenant à l'univers de DC Comics. Il est un ennemi de Batman puis devient son allié. Il est bisexuel et dans une relation avec Ghost-Maker révélée dans DC Pride 2023. Créé par Bill Finger et Jim Mooney, il apparaît pour la première fois dans le comic book Detective Comics no 311 en janvier 1963.

## Biographie fictive

### Pré-Crisis
Thomas Blake est une célébrité qui capturait différents types de félin à travers le monde. Ennuyé par son travail, James créa un costume en s'inspirant de celui de Catwoman, par la suite, il commença sa carrière de criminel. Comme la majorité des ennemis de Batman, Catman avait un thème particulier lorsqu'il commet ses crimes, dans son cas le thème était relié avec les chats. Catwoman n'a pas appréciée de voir son modus operandi copié par un autre vilain et d'être accusée des crimes de celui-ci. Elle aida alors Batman à la capture de Catman.

### Secret Six
Après les évènements de Villain United, Catman devient un personnage central dans la série de comics Secret Six. Dans cette série, il devient un antihéros avec un sens de l'honneur.
Puis Catwoman se rebella contre Batman. Catman finit par laisser tomber son côté de voleur et devient l'allié de Batman. Catman découvrit que Catwoman travaillait pour le Joker et il la remit aux mains de la justice. Par la suite il fit partie de la JSA (Justice Society of America). Puis il demanda à faire partie de la JLA (Justice League of America) mais il ne fut pas accepté à cause de ses crimes passés. Il quitta la JSA et travailla en solo ou il aida Batman et Robin dans leur lutte contre le crime .

### The New 52
En septembre 2011, la continuité DC est relancée avec les New 52. Dans cette nouvelle version, Catman fait ses débuts, avec un nouveau costume, dans la nouvelle série Secret Six en décembre 2014. Dans le premier numéro de la série, il est capturé par un mystérieux groupe et détenu dans une étrange cellule avec une nouvelle équipe. La bisexualité du personnage est montrée dès ce numéro lorsqu'il flirte avec un homme et une femme.

## Apparitions dans d'autres médias

### Série animée
- Thomas Blake, un personnage dérivé fait une apparition dans la série Batman en 1997. Dans cette version, il est le chef d'un culte pour les chats.
- Catman apparaît dans Batman : L'Alliance des héros et il est interprété par Thomas F. Wilson.

### Film
- Catman apparaît dans Superman/Batman : Ennemis publics.

### Jeux vidéo
- Catman apparaît dans le jeu Batman : L'Alliance des héros.
- Une affiche mentionnant Thomas Blake et visible à côté de l'entrée de la banque dans Batman: Arkham Origins.